# Hanny Thalmann

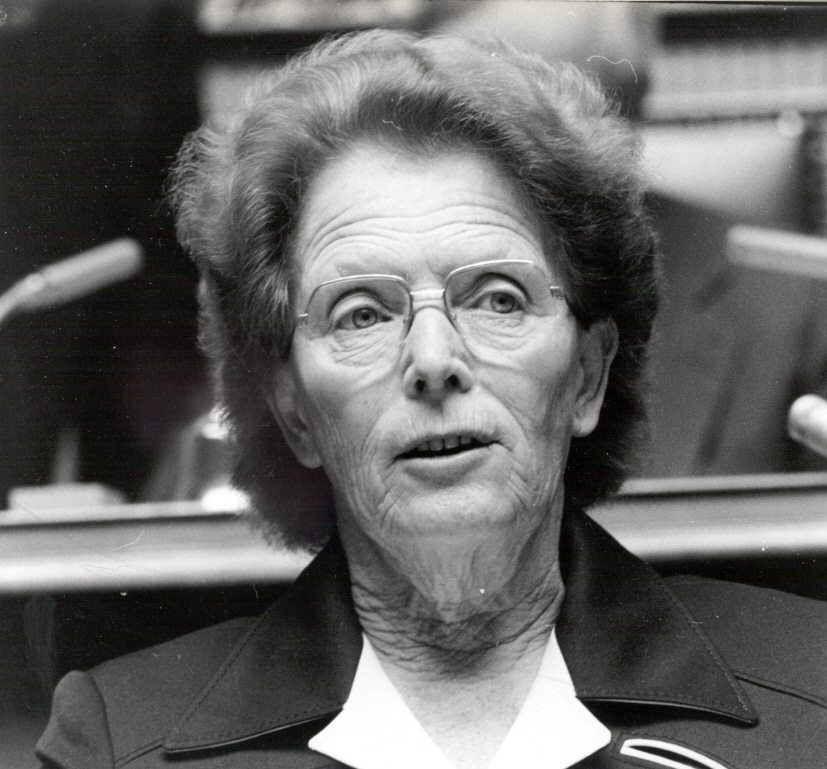
Hanny Thalman en 1986.

Johanna Hermina « Hanny » Thalmann, née le 26 juillet 1912 à Gossau (Saint-Gall) et morte le 11 mai 2000 à Saint-Gall, est une femme politique suisse. Représentante du Parti démocrate-chrétien, elle est l'une des premières femmes élues au Conseil national après l'introduction du suffrage féminin en 1971. 

## Biographie
Hanny Thalmann est la fille de Johann, maître d'école réale, et d'Hermina, née Senti. Après un apprentissage commercial à Walenstadt, elle fréquente l'école de commerce de l'institut de Menzingen. De 1931 à 1937, elle étudie à l'université de Saint-Gall. En 1943, elle est la première femme à obtenir un doctorat en sciences économiques à l'université de Saint-Gall. De 1945 à 1974, elle travaille comme professeure à l'école professionnelle du commerce de détail à Saint-Gall. Elle en est la directrice à partir de 1958.
De 1950 à 1981, elle est membre du Centre de liaison des associations féminines saint-galloises et de 1954 à 1988 membre du comité de la Ligue de femmes catholiques des cantons de Saint-Gall et Appenzell. Grâce à ses conférences, Hanny Thalmann cherche à intéresser les femmes à des sujets d'actualité tels que le droit de vote.
De 1968 à 1983, elle est la première femme membre du Conseil d'éducation du canton de Saint-Gall. 
Le 29 novembre 1971, elle devient la première femme saint-galloise à être élue au Conseil national, où elle siège jusqu'au 25 novembre 1979. Elle s'y investit particulièrement sur les questions éducatives et sociales. Hanny Thalmann contribue à façonner la nouvelle loi de 1978 sur la formation professionnelle et fait campagne pour l'assurance maternité. Dans son canton, elle œuvre pour la formation professionnelle et continue des femmes.